# 2019–2020-as UEFA-bajnokok ligája (egyenes kieséses szakasz)
A 2019–2020-as UEFA-bajnokok ligája egyenes kieséses szakasza 2020. február 18-án kezdődött, és augusztus 23-án ért véget. Az egyenes kieséses szakaszban az a tizenhat csapat vett részt, amelyek a csoportkör során a saját csoportjuk első két helyének valamelyikén végeztek.

## Fordulók és időpontok
| Forduló       | Sorsolás dátuma         | 1. mérkőzés                                    | 2. mérkőzés                                    |
| ------------- | ----------------------- | ---------------------------------------------- | ---------------------------------------------- |
| Nyolcaddöntők | 2019. december 16.      | 2020. február 18–19., 25–26.                   | 2020. március 10–11., 17–18.                   |
| Negyeddöntők  | 2020. július 10., 12:00 | 2020. augusztus 12–15.                         | 2020. augusztus 12–15.                         |
| Elődöntők     | 2020. július 10., 12:00 | 2020. augusztus 18–19.                         | 2020. augusztus 18–19.                         |
| Döntő         | 2020. július 10., 12:00 | 2020. augusztus 23., Estádio da Luz, Lisszabon | 2020. augusztus 23., Estádio da Luz, Lisszabon |

1. ↑  A negyeddöntők, elődöntők és a döntő sorsolása eredetileg 2020. március 20-án lett volna.
2. ↑  A negyeddöntőket eredetileg 2020. április 7–8-án, és április 14–15-én játszották volna.
3. ↑  Az elődöntőket eredetileg 2020. április 28–29-én, és május 5–6-án játszották volna.
4. ↑  A döntőt eredetileg 2020. május 30-án játszották volna.

## Lebonyolítás
A döntő kivételével mindegyik mérkőzés oda-visszavágós rendszerben zajlott. A két találkozó végén az összesítésben jobbnak bizonyuló csapatok jutottak tovább a következő körbe. Ha az összesítésnél az eredmény döntetlen volt, akkor az idegenben több gólt szerző csapat jutott tovább. Amennyiben az idegenben lőtt gólok száma is azonos volt, akkor 30 perces hosszabbítást rendeztek a visszavágó rendes játékidejének lejárta után. Ha a 2x15 perces hosszabbításban gólt/gólokat szerzett mindkét együttes, és az összesített állás egyenlő volt, akkor a vendég csapat jutott tovább idegenben szerzett góllal/gólokkal. Gólnélküli hosszabbítás esetén büntetőpárbajra került sor. A döntőt egy mérkőzés keretében rendezték meg.
A nyolcaddöntők sorsolásakor figyelembe vették, hogy minden párosításnál egy csoportgyőztes és egy másik csoport csoportmásodika mérkőzzön egymással. Az egyetlen korlátozás a sorsoláskor, hogy a nyolcaddöntőkben azonos nemzetű együttesek, illetve az azonos csoportból továbbjutó csapatok nem szerepelhettek egymás ellen. A negyeddöntőktől kezdődően ez a korlátozás nem volt érvényben. A döntőt egy mérkőzés keretében rendezték meg.
2020. március 13-án az UEFA a Covid19-pandémia miatt a március 17-ére és 18-ára kiírt, valamint a további mérkőzéseket elhalasztotta. 2020. június 17-én jelentette be az UEFA, hogy a nyolcaddöntők elhalasztott mérkőzéseit augusztus 7-én és 8-án játsszák le. A további mérkőzések továbbjutói egy mérkőzésen dőlnek el, melyeket Portugáliában játszanak. A döntőt Isztambulból Lisszabonba helyezték át, melyet 2020. augusztus 23-án játszanak.

## Továbbjutott csapatok
| Színmagyarázat     |
| ------------------ |
| Kiemelt csapat     |
| Nem kiemelt csapat |

| Csoport   | Csoportelső         | Csoportmásodik     |
| --------- | ------------------- | ------------------ |
| A csoport | Paris Saint-Germain | Real Madrid        |
| B csoport | Bayern München      | Tottenham Hotspur  |
| C csoport | Manchester City     | Atalanta           |
| D csoport | Juventus            | Atlético de Madrid |
| E csoport | Liverpool FC        | SSC Napoli         |
| F csoport | FC Barcelona        | Borussia Dortmund  |
| G csoport | RB Leipzig          | Olympique Lyonnais |
| H csoport | Valencia CF         | Chelsea            |

## Nyolcaddöntők
A nyolcaddöntők sorsolását 2019. december 16-án tartották. Az első mérkőzéseket 2020. február 18. és 26. között, a visszavágókat eredetileg március 10. és 18. között játszották, volna de 4 mérkőzést elhalasztottak a Covid19-pandémia miatt. Ezt a 4 mérkőzést 2020. augusztus 7-én és 8-án játszották le.

### Párosítások
| 1. csapat          | Össz.Tooltip Aggregate score | 2. csapat           | 1. mérk. | 2. mérk.   |
| ------------------ | ---------------------------- | ------------------- | -------- | ---------- |
| Borussia Dortmund  | 2–3                          | Paris Saint-Germain | 2–1      | 0–2        |
| Real Madrid        | 2–4                          | Manchester City     | 1–2      | 1–2        |
| Atalanta           | 8–4                          | Valencia CF         | 4–1      | 4–3        |
| Atlético de Madrid | 4–2                          | Liverpool FC        | 1–0      | 3–2 (h.u.) |
| Chelsea            | 1–7                          | Bayern München      | 0–3      | 1–4        |
| Olympique Lyonnais | 2–2 (i.g.)                   | Juventus            | 1–0      | 1–2        |
| Tottenham Hotspur  | 0–4                          | RB Leipzig          | 0–1      | 0–3        |
| SSC Napoli         | 2–4                          | FC Barcelona        | 1–1      | 1–3        |

### Mérkőzések
| 2020. február 18. 21:00 |

| Borussia Dortmund | 2–1               | Paris Saint-Germain |
| ----------------- | ----------------- | ------------------- |
| Haaland 69' 77'   | (0–0) Jegyzőkönyv | Neymar 75'          |

| Westfalenstadion, Dortmund Játékvezető: Antonio Mateu Lahoz (spanyol) |

| 2020. március 11. 21:00 |

| Paris Saint-Germain     | 2–0               | Borussia Dortmund |
| ----------------------- | ----------------- | ----------------- |
| Neymar 28' Bernat 45+1' | (2–0) Jegyzőkönyv |                   |

| Parc des Princes, Párizs Nézőszám: 0 Játékvezető: Anthony Taylor (angol) |

| 2020. február 26. 21:00 |

| Real Madrid | 1–2               | Manchester City                            |
| ----------- | ----------------- | ------------------------------------------ |
| Isco 60'    | (0–0) Jegyzőkönyv | Gabriel Jesus 78' De Bruyne 83' (11-esből) |

| Santiago Bernabéu, Madrid Játékvezető: Daniele Orsato (olasz) |

| 2020. augusztus 7. 21:00 (20:00 BST) |

| Manchester City               | 2–1               | Real Madrid |
| ----------------------------- | ----------------- | ----------- |
| Sterling 9' Gabriel Jesus 68' | (1–1) Jegyzőkönyv | Benzema 28' |

| City of Manchester Stadion, Manchester Játékvezető: Felix Brych (német) |

| 2020. február 19. 21:00 |

| Atalanta                                | 4–1               | Valencia CF   |
| --------------------------------------- | ----------------- | ------------- |
| Hateboer 16' 62' Iličić 42' Freuler 57' | (2–0) Jegyzőkönyv | Cheryshev 66' |

| San Siro, Milánó Játékvezető: Michael Oliver (angol) |

| 2020. március 10. 21:00 |

| Valencia CF                | 3–4               | Atalanta                                    |
| -------------------------- | ----------------- | ------------------------------------------- |
| Gameiro 21' 51' Torres 67' | (1–2) Jegyzőkönyv | Iličić 3' (11-esből) 43' (11-esből) 71' 82' |

| Estadio Mestalla, Valencia Nézőszám: 0 Játékvezető: Ovidiu Hațegan (román) |

| 2020. február 18. 21:00 |

| Atlético de Madrid | 1–0               | Liverpool FC |
| ------------------ | ----------------- | ------------ |
| Saúl 4'            | (1–0) Jegyzőkönyv |              |

| Wanda Metropolitano Stadion, Madrid Játékvezető: Szymon Marciniak (lengyel) |

| 2020. március 11. 21:00 |

| Liverpool FC              | 2–3 (h. u.)                 | Atlético de Madrid                |
| ------------------------- | --------------------------- | --------------------------------- |
| Wijnaldum 43' Firmino 94' | (1–0, 1–0, 2–2) Jegyzőkönyv | Llorente 97' 105+1' Morata 120+1' |

| Anfield, Liverpool Játékvezető: Danny Makkelie (holland) |

| 2020. február 25. 21:00 |

| Chelsea | 0–3               | Bayern München                 |
| ------- | ----------------- | ------------------------------ |
|         | (0–0) Jegyzőkönyv | Gnabry 51' 54' Lewandowski 76' |

| Stamford Bridge, London Játékvezető: Clément Turpin (francia) |

| 2020. augusztus 8. 21:00 |

| Bayern München                                         | 4–1               | Chelsea     |
| ------------------------------------------------------ | ----------------- | ----------- |
| Lewandowski 10' (11-esből) 84' Perišić 24' Tolisso 76' | (2–1) Jegyzőkönyv | Abraham 44' |

| Allianz Arena, München Nézőszám: 0 Játékvezető: Ovidiu Hațegan (román) |

| 2020. február 26. 21:00 |

| Olympique Lyonnais | 1–0               | Juventus |
| ------------------ | ----------------- | -------- |
| Tousart 31'        | (1–0) Jegyzőkönyv |          |

| Parc Olympique Lyonnais, Décines-Charpieu Játékvezető: Jesús Gil Manzano (spanyol) |

| 2020. augusztus 7. 21:00 |

| Juventus                   | 2–1               | Olympique Lyonnais   |
| -------------------------- | ----------------- | -------------------- |
| Ronaldo 43' (11-esből) 60' | (1–1) Jegyzőkönyv | Depay 12' (11-esből) |

| Juventus Stadion, Torino Játékvezető: Felix Zwayer (német) |

| 2020. február 19. 21:00 |

| Tottenham Hotspur | 0–1               | RB Leipzig            |
| ----------------- | ----------------- | --------------------- |
|                   | (0–0) Jegyzőkönyv | Werner 58' (11-esből) |

| Tottenham Hotspur Stadion, London Játékvezető: Cüneyt Çakır (török) |

| 2020. március 10. 21:00 |

| RB Leipzig                    | 3–0               | Tottenham Hotspur |
| ----------------------------- | ----------------- | ----------------- |
| Sabitzer 10' 21' Forsberg 87' | (2–0) Jegyzőkönyv |                   |

| Red Bull Arena, Lipcse Játékvezető: Carlos del Cerro Grande (spanyol) |

| 2020. február 25. 21:00 |

| SSC Napoli  | 1–1               | FC Barcelona  |
| ----------- | ----------------- | ------------- |
| Mertens 30' | (1–0) Jegyzőkönyv | Griezmann 57' |

| San Paolo stadion, Nápoly Játékvezető: Felix Brych (német) |

| 2020. augusztus 8. 21:00 |

| FC Barcelona                                  | 3–1               | SSC Napoli               |
| --------------------------------------------- | ----------------- | ------------------------ |
| Lenglet 10' Messi 23' Suárez 45+1' (11-esből) | (3–1) Jegyzőkönyv | Insigne 45+5' (11-esből) |

| Camp Nou, Barcelona Játékvezető: Cüneyt Çakır (török) |

## Negyeddöntők
A negyeddöntők sorsolását 2020. július 10-én tartották. A továbbjutásról egy mérkőzés döntött, a mérkőzéseket augusztus 12. és 15. között játszották.

### Párosítások
| 1. csapat       | Eredmény | 2. csapat           |
| --------------- | -------- | ------------------- |
| Manchester City | 1–3      | Olympique Lyonnais  |
| RB Leipzig      | 2–1      | Atlético de Madrid  |
| FC Barcelona    | 2–8      | Bayern München      |
| Atalanta        | 1–2      | Paris Saint-Germain |

### Mérkőzések
| 2020. augusztus 15. 21:00 |

| Manchester City | 1–3               | Olympique Lyonnais         |
| --------------- | ----------------- | -------------------------- |
| De Bruyne 69'   | (0–1) Jegyzőkönyv | Cornet 24' Dembélé 79' 87' |

| Estádio José Alvalade, Lisszabon Játékvezető: Danny Makkelie (holland) |

| 2020. augusztus 13. 21:00 |

| RB Leipzig         | 2–1               | Atlético de Madrid   |
| ------------------ | ----------------- | -------------------- |
| Olmo 51' Adams 88' | (0–0) Jegyzőkönyv | Félix 71' (11-esből) |

| Estádio José Alvalade, Lisszabon Játékvezető: Szymon Marciniak (lengyel) |

| 2020. augusztus 14. 21:00 |

| FC Barcelona                | 2–8               | Bayern München                                                                    |
| --------------------------- | ----------------- | --------------------------------------------------------------------------------- |
| Alaba 7' (öngól) Suárez 57' | (1–4) Jegyzőkönyv | Müller 4' 31' Perišić 22' Gnabry 27' Kimmich 63' Lewandowski 82' Coutinho 85' 89' |

| Estádio da Luz, Lisszabon Játékvezető: Damir Skomina (szlovén) |

| 2020. augusztus 12. 21:00 |

| Atalanta    | 1–2               | Paris Saint-Germain                |
| ----------- | ----------------- | ---------------------------------- |
| Pašalić 27' | (1–0) Jegyzőkönyv | Marquinhos 90' Choupo-Moting 90+3' |

| Estádio da Luz, Lisszabon Játékvezető: Anthony Taylor (angol) |

## Elődöntők
Az elődöntők sorsolását 2020. július 10-én tartották. A továbbjutásról egy mérkőzés döntött, a mérkőzéseket augusztus 18-án és 19-én játszották.

### Párosítások
| 1. csapat          | Eredmény | 2. csapat           |
| ------------------ | -------- | ------------------- |
| Olympique Lyonnais | 0–3      | Bayern München      |
| RB Leipzig         | 0–3      | Paris Saint-Germain |

### Mérkőzések
| 2020. augusztus 19. 21:00 |

| Olympique Lyonnais | 0–3               | Bayern München                 |
| ------------------ | ----------------- | ------------------------------ |
|                    | (0–2) Jegyzőkönyv | Gnabry 18' 33' Lewandowski 88' |

| Estádio José Alvalade, Lisszabon Játékvezető: Antonio Mateu Lahoz (spanyol) |

| 2020. augusztus 18. 21:00 |

| RB Leipzig | 0–3               | Paris Saint-Germain                    |
| ---------- | ----------------- | -------------------------------------- |
|            | (0–2) Jegyzőkönyv | Marquinhos 13' Di María 42' Bernat 56' |

| Estádio da Luz, Lisszabon Játékvezető: Björn Kuipers (holland) |

## Döntő
| 2020. augusztus 23. 20:00 (21:00) |

| Paris Saint-Germain | 0–1               | Bayern München |
| ------------------- | ----------------- | -------------- |
|                     | (0–0) Jegyzőkönyv | Coman 59'      |

| Estádio da Luz, Lisszabon Játékvezető: Daniele Orsato (olasz) |